# Bolothrips rachiphilus
Bolothrips rachiphilus är en insektsart som beskrevs av Cott 1956. Bolothrips rachiphilus ingår i släktet Bolothrips och familjen rörtripsar. Inga underarter finns listade i Catalogue of Life.